# Макушин, Вадим Дмитриевич
Вадим Дмитриевич Макушин (25 ноября 1929, Сытоминский сельсовет, Уральская область — 15 июля 2023, Курган) — советский и российский врач, травматолог-ортопед, доктор медицинских наук (1987), профессор (1997), Заслуженный врач РСФСР (1981).

## Биография
Вадим Дмитриевич Макушин родился 25 ноября 1929 года в семье учителей в деревне Кушниковой Сытоминского сельсовета Сургутского района Тобольского округа Уральской области, ныне деревня не существует, территория входит в сельское поселение Сытомино того же района Ханты-Мансийского автономного округа — Югры Тюменской области.
Окончил школу-семилетку в посёлке Старопышминск Берёзовского района Свердловской области, а среднюю школу — в городе Берёзовском.
В 1947 году поступил и в 1953 году окончил Свердловский государственный медицинский институт.
С 1953 по 1961 год работал хирургом и заведующего здравоохранением в городе Верхняя Пышма Свердловской области.
В 1956 году вступил в КПСС.
С 1961 года работал главным врачом специализированного детского костно-туберкулезного санатория «Вьюхино» в посёлке Вьюхино Сысертского района Свердловской области, где занимался хирургией костно-суставного туберкулёза. Здесь получил квалификацию врача травматолога-ортопеда высшей категории. В 1967 году защитил кандидатскую диссертацию «Течение и исходы остеохондропатии тазобедренного сустава в санаторных условиях». Позднее работал заведующим хирургическим отделением в зональном костно-туберкулезном санатории «Урал» в городе Сысерть.
В 1969 году переехал в город Курган по приглашению Гавриила Абрамовича Илизарова, с которым познакомился на одной из научных конференций. Работал в Курганском научно-исследовательском институте экспериментальной и клинической ортопедии и травматологии (КНИИЭКОТ), который в 2005 году переименован в Российский научный центр «Восстановительная травматология и ортопедия» имени академика Г. А. Илизарова (РНЦ «ВТО»). Сначала был заведующим отделением закрытой травмы, впоследствии — заведующим отделением последствий травмы, заведующим научной лабораторией чрескостного остеосинтеза при ортопедической патологии последствий травм и гнойной инфекции.
В 1987 году защитил докторскую диссертацию «Лечение по Илизарову больных с дефектом костей голени».
Во времена СССР выезжал с научными докладами в зарубежные страны: Италию, ГДР, Корею, Румынию, Бельгию, Польшу, Болгарию, Великобританию, на Кубу.
В 1990—2000 годы заведовал научными лабораториями: сначала — дефектов длинных трубчатых костей, позднее — патологии крупных суставов. Входил в состав диссертационного и учёного советов, был заместителем главного редактора и членом редакционного совета журнала «Гений ортопедии».
В 1997 году присвоено звание профессора.
Завершил работу в 2012 году. Занимался написанием мемуаров.
Вадим Дмитриевич Макушин умер 15 июля 2023 года.

## Научная деятельность
Создал аппарат для лечения контрактур коленного сустава, разработал способ замещения дефекта большеберцовой кости, способ лечения дефектов костей. Эти технические разработки легли в основу докторской диссертации, которую Макушин защитил в 1987 году. Внёс большой вклад в разработку альтернативных методов оперативного лечения гонартроза и создание новых технологий лечения врождённого вывиха бедра.
Был руководителем или научным консультантом 15 кандидатских и 4 докторских диссертаций.
Автор 13 монографий, 2 из которых переведены на английский язык, более 500 научных публикаций в ведущих медицинских изданиях и сборниках конференций, 28 методических рекомендаций, 65 изобретений, 118 рационализаторских предложений.
- Шевцов В.И., Макушин В.Д., Пожарищенский К.Э. Лечение больных с дефектом большеберцовой кости методом реконструктивной тибиализации малоберцовой. — Курган: Периодика, 1994. — 256 с. — 10 000 экз. — ISBN 5-8282-0054-2.[5]
- Шевцов В.И., Макушин В.Д., Куфтырев Л.М. Дефекты костей нижней конечности. — Курган: Изд.-полигр. предприятие «Зауралье», 1996. — 502 с. — 2000 экз. — ISBN 5-87247-072-X.[6]
- Макушин В.Д. Жизнь и наука. — Курган, 2014. — 390 с.

## Награды и звания, премии
- Орден Дружбы, 22 мая 2000 года[7]
- Заслуженный врач РСФСР, 6 июля 1981 года
- Лауреат премии Губернатора Курганской области, дважды
- Почётный профессор Центра Илизарова
- Академик Российской академии естествознания

## Фильмография
- В 1985 году был консультантом телевизионного рекламного фильма «Аппарат Илизарова».
- В 1987 году был научным консультантом телевизионного фильма о Г. А. Илизарове «Доктор из Кургана»
- В 1988 году был режиссёром короткометражного фильма о функциональных возможностях пациентов при чрескостном остеосинтезе аппаратом Илизарова[8].

## Семья, увлечения
Отец погиб на фронте. Жена Валентина Григорьевна, учитель немецкого языка школы № 36 города Кургана. Сын Дмитрий генеральный директор ОАО «МЕДСЕРВИС» (до 2012)
Играл на баяне, аккордеоне. Любил рыбалку и охоту.